# كاندي تشن
كاندي تشن (بالصينية: 陳斯亞) هي مغنية صينية، ولدت في 3 يناير 1993 في زونغلي في تايوان.